# Meeker (Colorado)
Meeker è un centro abitato (town) degli Stati Uniti d'America, capoluogo di contea della contea di Rio Blanco dello Stato del Colorado. Nel censimento del 2000 la popolazione era di 2.242 abitanti.

## Geografia fisica
Secondo i rilevamenti dell'United States Census Bureau, Meeker si estende su una superficie di 7,5 km².